# Heiner Müller
Heiner Müller (ur. 9 stycznia 1929 w Eppendorf, zm. 30 grudnia 1995 w Berlinie) – niemiecki dramaturg, prozaik, poeta, redaktor, reżyser oraz dyrektor teatru. 
Jest uważany za najważniejszego dramatopisarza zaraz po Bertolcie Brechcie. Był także jednym ze współzałożycieli Niezależnych Związków Zawodowych w Niemczech. W 1959 został laureatem Nagrody Heinricha Manna.

## Utwory
- „Lohndrücker” (wraz z żoną Ingeborg Schwenkner; 1956)
- „Germania Tod” (1956)
- „Berlin” (1956)
- „Die Korrektur” (wraz z żoną Ingeborg Schwenkner; 1957)
- „Der Bau” (1964)
- „Hamletmaszyna” („Die Hamletmaschine”; 1977)
- „Philoktet” (1979)
- „Kwartet” („Quartett”; 1981)

## Nagrody i wyróżnienia
- Nagroda Heinricha von Kleista (1990)
- Europäischen Theaterpreis (1991)